# Xứ ủy Bắc Kỳ
Xứ ủy Bắc Kỳ hay còn được gọi Ban Chấp hành Xứ ủy Bắc Kỳ, từ năm 1945 đổi tên thành Xứ ủy Bắc Bộ là cơ quan lãnh đạo cao nhất của Đảng bộ Đảng Cộng sản Đông Dương (ban đầu là Đảng Cộng sản Việt Nam) ở xứ Bắc Kỳ (thuộc Liên bang Đông Dương) và vùng Bắc Bộ của nước Việt Nam Dân chủ Cộng hòa.
Đứng đầu Xứ ủy là Bí thư Xứ ủy và thường là Ủy viên Ban chấp hành Trung ương Đảng. Bí thư Xứ ủy Bắc Kỳ chính thức đầu tiên là Đỗ Ngọc Du.

## Lịch sử

### 1927–1930
Tiền thân đầu tiên của Xứ ủy Bắc Kỳ của Đảng Cộng sản Việt Nam là Ban Chấp hành Kỳ bộ Thanh niên Bắc Kỳ của Hội Việt Nam Cách mạng Thanh niên. Tháng 6 năm 1927, Tỉnh bộ đầu tiên của Hội được thành lập tại Hà Nội, do Nguyễn Danh Đới làm Bí thư Kỳ bộ Bắc Kỳ kiêm Bí thư Tỉnh bộ Hà Nội. Ngày 28 tháng 9 năm 1928, tổ chức Thanh niên ở Bắc Kỳ đã tổ chức Hội nghị đại biểu lần thứ nhất phố Huế với tổng cộng 20 người tham gia (bao gồm Nguyễn Danh Đới, Nguyễn Phong Sắc, Ngô Gia Tự, Nguyễn Đức Cảnh, Trần Văn Cung,...). Hội nghị đã bầu ra Ban chấp hành Kỳ bộ Thanh niên do Trần Văn Cung làm Bí thư.
Trong cùng khoảng thời gian này, Hội Hưng Nam (từ năm 1928 là Tân Việt Cách mạng Đảng) cũng học tập mô hình của Hội Việt Nam Cách mạng Thanh niên, cho thành lập các Kỳ bộ. Kỳ bộ Bắc Kỳ (Nhân Kỳ) của Tân Việt do Tôn Quang Phiệt, sau đó là Nguyễn Tạo làm Bí thư, các Ủy viên có Ngô Đình Mẫn, Võ Nguyên Giáp,...
Tháng 3 năm 1929, một số lãnh đạo của Kỳ bộ Bắc Kỳ và Tỉnh bộ Hà Nội của Hội Việt Nam Cách mạng Thanh niên đã mở cuộc họp bí mật ở nhà 5D phố Hàm Long, quyết định thành lập Chi bộ Cộng sản đầu tiên, gồm Trần Văn Cung, Trịnh Đình Cửu, Ngô Gia Tự, Nguyễn Đức Cảnh, Đỗ Ngọc Du, Nguyễn Phong Sắc (vắng mặt), Nguyễn Tuân, Dương Hạc Đính. Cuối tháng, Đại hội đại biểu Kỳ bộ Bắc Kỳ tổ chức ở Sơn Tây đã cử đoàn đại biểu do Bí thư Kỳ bộ Trần Văn Cung dẫn đầu đi dự Đại hội của Hội. Tháng 5, tại Đại hội đại biểu lần thứ nhất của Hội Việt Nam Cách mạng Thanh niên, các đại biểu Kỳ bộ Bắc Kỳ đã đề xuất cải tổ Thanh niên thành Đảng Cộng sản, nhưng không được Tổng bộ Thanh niên do Lâm Đức Thụ đứng đầu đồng ý. Bất mãn với quan điểm trên, đoàn đại biểu Kỳ bộ Bắc Kỳ đã bỏ dở Đại hội về nước, công bố bản Tuyên ngôn giải thích lý do bỏ Đại hội, đồng thời tuyên bố đã đến thời cơ chín muồi để thành lập Đảng Cộng sản.
Ngày 17 tháng 6, tại số nhà 312 phố Khâm Thiên, Đông Dương Cộng sản Đảng được thành lập, cử ra Ban Chấp hành lâm thời. Ngay sau đó, Kỳ bộ Bắc Kỳ của Hội Việt Nam Cách mạng Thanh niên được chuyển đổi thành Xứ ủy Bắc Kỳ của Đông Dương Cộng sản Đảng, do Đỗ Ngọc Du làm Bí thư Kỳ bộ Bắc Kỳ kiểm Bí thư Thành bộ Hà Nội.

### 1930–1945
Tháng 2 năm 1930, dưới sự chủ trì của Nguyễn Ái Quốc, hai tổ chức Đông Dương Cộng sản Đảng, An Nam Cộng sản Đảng được thống nhất trở thành Đảng Cộng sản Việt Nam (cùng tháng sáp nhập thêm Đông Dương Cộng sản Liên đoàn). Hội nghị thành lập Đảng đã bầu ra Ban Chấp hành Trung ương lâm thời gồm 7 người. Ban Chấp hành Trung ương lâm thời đã quyết định thành lập các Phân cục Trung ương Đảng ở các xứ. Các Phân cục sau đó được đổi thành Kỳ bộ, đứng đầu Kỳ bộ là Xứ ủy. Tiếp đó, cử Đỗ Ngọc Du làm Bí thư Kỳ bộ Bắc Kỳ, Nguyễn Phong Sắc làm Bí thư Kỳ bộ Trung Kỳ và Ngô Gia Tự làm Bí thư Kỳ bộ Nam Kỳ. Do điều kiện khách quan, Đảng bộ Bắc Kỳ không thể tổ chức thành lập Phân cục Trung ương Đảng, Xứ ủy Bắc Kỳ được tổ chức trên cơ sở Kỳ bộ Bắc Kỳ của Đông Dương Cộng sản Đảng. Tháng 10, Đảng Cộng sản Việt Nam đổi tên thành Đảng Cộng sản Đông Dương.
Tháng 5 năm 1930, Bí thư Thành ủy Hải Phòng Nguyễn Đức Cảnh được cử làm Bí thư Xứ ủy Bắc Kỳ. Tháng 8, Xứ ủy Bắc Kỳ cho xuất bản Tiến lên để phục vụ công tác tuyên truyền. Tháng 10, Xứ ủy cho thành lập Đặc ủy Khu mỏ (tương đương cấp tỉnh) gồm Vũ Văn Hiếu, Trần Văn Nghệ, Phạm Gia do Vũ Văn Hiếu làm Bí thư Đặc ủy.
Đầu năm 1931, trong Xứ ủy xuất huyện khuynh hướng tả khuynh, hoạt động lộ liễu, vi phạm nguyên tắc bí mật, nảy sinh mâu thuẫn nội bộ,... Điều này thể hiện rõ qua Hội nghị cán bộ Xứ ủy (tháng 2) và thư của Xứ ủy gửi cho các Đảng bộ, trong đó có những nội dung bàn về thời cơ khởi nghĩa vũ trang. Nhiều thành viên Xứ ủy bị bắt nhưng không có người mới được bổ sung. Tháng 4, Bí thư Xứ ủy Nghiêm Thượng Biền phản bội, nhiều cơ sở Đảng bị vỡ. Tháng 7, Trần Quang Tặng tái lập Xứ ủy lâm thời trên cơ sở Đảng bộ mới khôi phục tại các tỉnh thành Hải Phòng, Thái Bình, Nam Định. Tháng 1 năm 1932, Bí thứ Xứ ủy Trần Quang Tặng bị bắt, người tiếp nhận là Trần Cung (dự kiến sắp mãn hạn tù) cũng bị lưu đày Côn Đảo, Xứ ủy Bắc Kỳ tan vỡ.
Ngày 25 tháng 10 năm 1934, dưới sự phụ trách của Hoàng Đình Giong, một số thành viên của Xứ ủy Bắc Kỳ cũ tiếp tục hoạt động với tư cách Xứ ủy, nỗ lực khôi phục lại cơ sở ở Cao Bắc Lạng và Hải Phòng. Theo báo cáo gửi Quốc tế Cộng sản, đến tháng 2 năm 1935, Xứ ủy Bắc Kỳ chỉ còn nắm được Tỉnh ủy Cao Bằng, Tỉnh ủy Lạng Sơn cùng một số Đảng viên lên Thái Nguyên lẩn tránh truy nã; việc khôi phục Thành ủy Hà Nội và Tỉnh ủy Thái Bình không đem lại thành công.
Năm 1936, hoạt động của Xứ ủy chỉ còn thấy ở tỉnh Lạng Sơn do Hoàng Văn Thụ chỉ đạo. Giữa tháng 8 năm 1936, trong một cuộc họp gần sân bay Gia Lâm, Nguyễn Văn Cừ, Nguyễn Văn Minh, Trần Quý Kiên đã thành lập Ủy ban sáng kiến có chức năng như một Ban Cán sự tạm thời làm nhiệm vụ của Xứ ủy trong thời gian chưa đủ điều kiện để thành lập Xứ ủy. Ủy ban sáng kiến đã chỉ đạo khôi phục lại các tổ chức Đảng ở Hải Phòng, Quảng Ninh, Nam Định,... cũng như gia tăng số lượng Đảng viên.
Tháng 3 năm 1937, Xứ ủy Bắc Kỳ được tái lập do Hoàng Tú Hưu làm Bí thư, tiếp tục lãnh đạo phong trào đấu đấu tranh dân sinh, dân chủ. Xứ ủy đã tổ chức tái lập Thành ủy Hà Nội và thành lập một số Ban Tỉnh ủy để lãnh đạo phong trào. Đến cuối năm, sau sự đàn áp của thực dân Pháp, Nguyễn Văn Cừ, Ủy viên Trung ương được giao phụ trách các tỉnh miền Bắc đã mở Hội nghị thành lập Liên Xứ uỷ Bắc Kỳ - Trung Kỳ (gồm các tỉnh Bắc Kỳ và ba tỉnh Thanh Nghệ Tĩnh của Trung Kỳ) do Hoàng Tú Hưu làm Bí thư.
Đầu năm 1938, Liên Xứ ủy giải thể, Xứ ủy Bắc Kỳ được tái lập, Lương Khánh Thiện, Trần Quý Kiên, Hoàng Văn Thụ được cử vào Ban Thường vụ Xứ ủy. Tháng 5, Xứ ủy cử Nguyễn Đức Du và đến tháng 9 bổ sung thêm Hoàng Văn Thụ đến vùng mỏ Hòn Gai - Cẩm Phả để xây dựng lại cơ sở. Tháng 7, Xứ ủy vận động thành lập Hội Truyền bá quốc ngữ và phát động phong trào Truyền bá quốc ngữ, chính là tiền đề cho phong trào Bình dân học vụ trong tương lai. Đến cuối năm, Xứ ủy ra Nghị quyết phát động phong trào xây dựng đời sống mới ở nông thôn Bắc Kỳ, thành lập các tổ chức quần chúng công khai hợp pháp, tổ chức các Hội ái hữu, tương tế, vận động cải lương hương tục, bài trừ hủ tục, chống mê tín dị đoan,...
Cuối năm 1939, Xứ ủy Bắc Kỳ rút vào hoạt động bí mật, tiếp tục xây dựng lực lượng, thành lập Ban Cán sự ở các tỉnh. Tháng 10 năm 1940, Xứ ủy cử Trần Đăng Ninh đến lãnh đạo khởi nghĩa Bắc Sơn, thành lập Đội du kích. Tháng 2 năm 1941, trên cơ sở Đội du kích Bắc Sơn, Xứ ủy phái Thường vụ Lương Văn Tri thành lập Việt Nam Cứu quốc quân. Từ cuối năm 1941, dưới sự chỉ đạo của Trung ương Đảng, Xứ ủy Bắc Kỳ bắt đầu xây dựng các An toàn khu (ATK) tập trung quanh Hà Nội.
Năm 1943, Xứ ủy Bắc Kỳ nhiều lần mở họp bàn về việc phát triển phong trào cách mạng trong xứ, đồng thời bắt đầu tổ chức các lớp huấn luyện quân sự. Ngày 7 tháng 3 năm 1944, tại Hội nghị cán bộ Bắc Kỳ, Xứ ủy ra Nghị quyết tăng cường lãnh đạo phát triển phong trào cách mạng trong xứ tiến lên đáp ứng với yêu cầu của tình hình mới. Trong thời gian 1943–1945, Xứ ủy liên tiếp tổ chức cho tù chính trị vượt ngục ở nhà tù Sơn La, nhà tù Hoà Bình, căng Bá Vân, căng Chợ Chu,...
Tháng 8 năm 1944, Xứ ủy tổ chức Hội nghị Quân sự cách mạng Bắc Kỳ tại Kha Sơn (Phú Bình, Thái Nguyên) bàn việc phân định các chiến khu ở miền Bắc. Tháng 3 năm 1945, Xứ ủy tổ chức Hội nghị tại làng Bịu (Tiên Du, Bắc Ninh) phổ biến Chỉ thị Nhật - Pháp bắn nhau và hành động của chúng ta. Tháng 5, Xứ ủy tổ chức Hội nghị cán bộ bàn biện pháp thúc đẩy cao trào kháng Nhật. Từ tháng 5, dưới sự chuẩn bị của Xứ ủy Bắc Kỳ, các chiến khu Quang Trung (Hòa-Ninh-Thanh), Đông Triều, Âu Cơ (Vần-Hiền Lương) lần lượt được thành lập.
Ngày 13 tháng 8, Xứ ủy Bắc Kỳ triệu tập một cuộc họp bàn về thời cơ khởi nghĩa, ra quyết định xúc tiến công việc sửa soạn khởi nghĩa, nơi nào có điều kiện lấy chính quyền thì lấy. Ngày 14, người dân nhiều tỉnh bắt đầu tổ chức nổi dậy. Ngày 15, ngay sau khi Nhật Bản tuyên bố đầu hàng Đồng Minh, Xứ uỷ Bắc Kỳ quyết định ra Lệnh khởi nghĩa: Thời cơ đã đến, không thể ngồi chờ được. Dưới sự lãnh đạo của Xứ ủy, Tổng khởi nghĩa đã diễn ra thắng lợi.

### 1945–1947
Ngày 2 tháng 9, nước Việt Nam Dân chủ Cộng hòa được thành lập, chính thức giành lại nền độc lập cho Việt Nam. Đảng Cộng sản Đông Dương tiến hành hiệu chỉnh bộ máy tổ chức để phù hợp với tình hình mới. Trung ương Đảng quyết định chấm dứt sự hoạt động của Xứ ủy Bắc Bộ và Trung Bộ để chuyển giao quyền lãnh đạo trực tiếp cho các Tỉnh ủy. Tháng 6 năm 1947, Xứ ủy Bắc Bộ được giải thể.

## Cơ quan ngôn luận
Năm 1930, khi mới thành lập, Xứ ủy Bắc Kỳ cho xuất bản tờ báo Tiến lên làm cơ quan ngôn luận. Năm 1931, do sự khủng bố của thực dân Pháp, tờ Tiến lên cũng như các tờ báo cấp xứ khác đều phải đình bản. Năm 1937, Xứ ủy giao nhiệm vụ tuyên truyền cho nhóm hoạt động công khai, thực tế là Chi bộ báo chí do Đặng Xuân Khu làm Bí thư. Chi bộ hoạt động chủ yếu ở Hà Nội, lần lượt xuất bản các tờ Hà Thành thời báo, Thời thế, Bạn dân (1937), Thế giới, Tin tức (1938),... Trong đó, tờ Tin tức là nơi truyền đạt những chỉ thị của Thành ủy Hà Nội của Xứ ủy Bắc Kỳ.
Năm 1940, Xứ ủy Bắc Kỳ quyết định lấy Thái Bình làm nơi đặt cơ sở in báo của Trung ương Đảng, cho xuất bản tờ Giải phóng làm cơ quan ngôn luận, cùng với đó là tờ Cứu quốc của Tổng bộ Việt Minh.

## Thành viên
Lưu ý: Danh sách có thể không đầy đủ.

### Bí thư Xứ ủy
- Đỗ Ngọc Du (1930)
- Nguyễn Đức Cảnh (1930)[25]
- Nghiêm Thượng Biền (?–1931)[16]
- Trần Quang Tặng (1931–1932)[16][18]
- Lương Khánh Thiện (1937; 1939)[26][27][28]
- Hoàng Tú Hưu (1938)[29]
- Hoàng Quốc Việt (1937–?; 1943–1944?; 1944–1945?)[30]
- Hoàng Đình Giong (phụ trách 1934–1935?)[31]
- Hoàng Văn Thụ (1935?[32]; 1939–?)[33]
- Ngô Duy Phớn (1939?–1940?)[34]
- Nông Cát Lợi (1940?)[35]
- Đào Duy Kỳ (1940–1941)[36]
- Trần Đăng Ninh (1941)[37]
- Trương Thị Mỹ (Quyền, 1941–1942)[38]
- Văn Tiến Dũng (1944)[39]
- Nguyễn Văn Trân (1944)[40]
- Trần Quốc Hoàn (1945)[41]

### Phó Bí thư Xứ ủy
- Nguyễn Văn Minh (1936–1939)[42]
- Quát (Địa) (?–1942)[43][44]
- Chu Thiện (1941–1942)[45]
- Trần Quốc Hoàn (?–1947)[46][47][48]

### Ủy viên Thường vụ
- Bạch Thành Phong (1944)[49][50]
- Chu Thiện (1942–1943)[51]
- Lê Quang Đạo (1943–?)[52]
- Lê Thanh Nghị (1945; 1946)[53]
- Lương Khánh Thiện (1937–?)
- Lương Văn Tri (1939–1941)[54]
- Nguyễn Khang (1944)[55][56]
- Nguyễn Văn Trân (1943)
- Thành Ngọc Quản (1941)[57]
- Trần Quý Kiên (4.1938–6.1940)
- Tô Hiệu (1936–1939)[58][59]

### Xứ ủy viên
- Bùi Đức Minh (1937–1938)[60]
- Đào Duy Kỳ (1940)[47]
- Đặng Kim Giang[61]
- Hà Kế Tấn (1945)[62]
- Hoàng Đình Giong (1933–1936)[63]
- Hoàng Văn Lịch (1936–1941)[64]
- Khuất Duy Tiến (1930–1931)[65]
- Chu Văn Tấn (1941-1945) [66]
- Lê Liêm[67]
- Lê Quang Đạo (1942–1943; 1946–1947)
- Lê Thành (1946)[68]
- Lê Thanh Nghị (1939; 1945–1946)
- Lê Công Thanh[69]
- Lê Xuân Thụ[70][71]
- Lê Hoàng[72]
- Phan Trọng Tuệ (1939)[73][74]
- Ngô Duy Phớn (1939?)
- Ngô Thế Sơn[75]
- Nguyễn Doãn Chấp[76]
- Nguyễn Thành Diên[77]
- Nguyễn Đức Tâm (1946)
- Nguyễn Văn Lộc (1945–1946)[78]
- Nguyễn Chí Hiền[79]
- Nguyễn Văn Trân (1943–1944?)[80]
- Nguyễn Văn Ngọ (1930)[81]
- Thạch Can[82]
- Thành Ngọc Quản (1941)[83]
- Trần Danh Tuyên[84]
- Trần Đức Thịnh[85]
- Trần Tử Bình (1940–1943; 1945)[86]
- Trần Quý Kiên(1937-1938;1945-1947)[87]
- Trần Thị Minh Châu
- Trường Chinh (1935–1939)[88]
- Trần Quang Tặng (1930–1931)[16]
- Nguyễn Huy Khôi[89]
- Trần Đăng Ninh
- Trịnh Đình Cửu (1931; 1946)[90][91]
- Văn Tiến Dũng (1937–?)[16]
- Xuân Thủy[92]

### Ủy viên dự khuyết
- Nguyễn Trung Khuyến (1941–1942)[81]